# 참전계경
참전계경(參佺戒經) 또는 팔리훈(八理訓)은 대종교의 계시경전 중 하나이다. 한배검의 계시에 의해 만들어진 경전으로, 환인이 환웅에게 전해준 세 경전 중 하나라고 대종교 측에서 믿고 있다. 정확한 작자는 미상이다.

## 개요
대종교의 계시경전은 《천부경》, 《삼일신고》, 《참전계경》으로, 《참전계경》은 단군 시대의 예절을 종교철학적으로 규범지은 수양경전이다. 성(誠)·신(信)·애(愛)·제(濟)·화(禍)·복(福)·보(報)·응(應)의 8리(八理)를 기본 강령으로 하고 있다. 《팔리훈》이라고도 하며, 《성경팔리》라고도 부른다. 본래 대종교에서는 《팔리훈》이라는 이름으로 사용했으나 공식적으로 출판되지는 않았으며, 1965년 공주의 박로철이 《단군예절교훈성경8리36사》라는 제목으로 출판하였다. 1972년에는 다른 계통의 단군 관련 소수 종교인 단단학회에서 《참전계경》이라는 이름으로 출판하였다. 2015년 현재 대종교에서는 《참전계경》이라는 이름을 사용하고 있다. 단단학회 측에서는 고구려의 국상 을파소의 저작이라 주장하고 있다.

## 구성

### 상편
- 성(誠), 6체(體), 47용(用), 54조목
- 신(信), 5단(團), 35부(部), 42조목
- 애(愛), 5범(範), 43위(圍), 50조목
- 제(濟), 4규(規), 32모(模), 37조목

### 하편
- 화, 6조, 42목, 49조목
- 복, 6문, 45호, 52조목
- 보, 6계, 30급, 37조목
- 응, 6과, 39형, 45조목

## 같이 보기
- 천부삼경(天符三經)
  - 천부경
  - 삼일신고
- 환단고기
- 홍익인간
- 천손의식(天孫意識)
- 원시반본(原始返本)
- 천지인
- 태극 (문양)(삼태극)
- 정역 (역학)(正易)